# Pilosocereus gounellei
Pilosocereus catingicola es una especie de planta fanerógama de la familia Cactaceae.

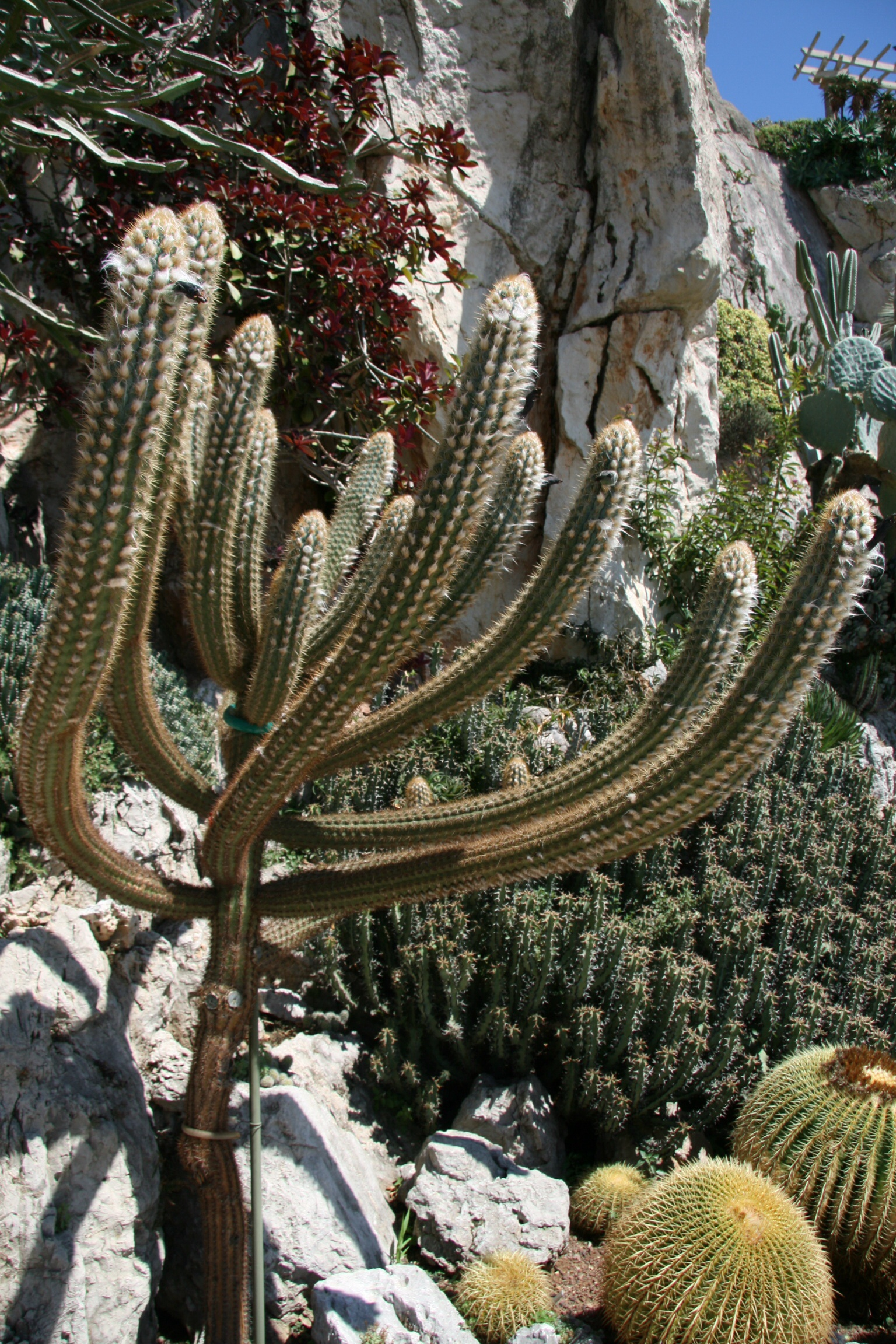
Vista de la planta

## Distribución
Es endémica de Brasil donde se distribuye por Maranhão, Piauí, Ceará, Río Grande do Norte, Paraíba, Pernambuco, Alagoas, Sergipe, Bahía y Minas Gerais desde el nivel del mar hasta 1.200 m s. n. m.  Es una especie extendida por todo el mundo.

## Descripción
Pilosocereus gounellei crece en forma arbustiva y rara vez dendriforme, con ramificación numerosa de una cepa y alcanza un tamaño de 0,5 a 4 metros de altura. Los tallos verticales y con la edad  incluso horizontales. Son de color verde oliva, a veces glaucos y tienen diámetros de 3,7-9 centímetros. Los brotes jóvenes aparecen en la parte superior del tallo principal. Tiene de 8 a 15 costillas que tienen ranuras transversales. Las espinas son opacas a translúcidas doradas a rojizas o marrón o gris. Las 1 a 10 espinas centrales son ascendente con 1 a 13 centímetros (raramente de 16 centímetros) de largo. Las 10 a 20 espinas radiales están presentes en la superficie de los tallos y son de 6 a 30 milímetros de largo.  Los botones de las flores están completamente rodeadas de pelo largo y sedoso. Las flores son  blancas en forma de embudo y de 4 a 9 centímetros de largo y pueden alcanzar un diámetro de 2,5 a 6 centímetros. El fruto es esférico para esférico deprimido y tienen diámetros de 4,5-6 centímetros, rasgado abierto por su base o en las proximidades de la punta e incluye una pulpa magenta o blanca.

## Taxonomía
Pilosocereus gounellei fue descrita por (F.A.C.Weber) Byles & G.D.Rowley y publicado en Cactus and Succulent Journal of Great Britain 19(3): 67. 1957.
Etimología
Pilosocereus: nombre genérico que deriva de la  palabra  griega:
pilosus que significa "peludo" y Cereus un género de las cactáceas, en referencia a que es un Cereus peludo.
gounellei: epíteto  otorgado en honor del entomólogo francés  Pierre-Émile Gounelle (1850–1914).
Variedad aceptada
- Pilosocereus gounellei subsp. zehntneri (Britton & Rose) Zappi

Sinonimia
- Pilocereus gounellei
- Cephalocereus gounellei
- Cereus gounellei
- Pseudopilocereus gounellei
- Pilocereus setosus
- Cephalocereus zehntneri
- Cereus zehntneri
- Pilosocereus zehntneri
- Pseudopilocereus zehntneri
- Pseudopilocereus superfloccosus
- Pilosocereus superfloccosus
- Pilosocereus braunii